# Warminster Heights
Warminster Heights es un lugar designado por el censo ubicado en el condado de Bucks en el estado estadounidense de Pensilvania. En el año 2000 tenía una población de 4,191 habitantes y una densidad poblacional de 2,626.3 personas por km².

## Geografía
Warminster Heights se encuentra ubicado en las coordenadas 40°11′10″N 75°05′06″O / 40.18611, -75.08500.

## Demografía
Según la Oficina del Censo en 2000 los ingresos medios por hogar en la localidad eran de $32,196 y los ingresos medios por familia eran $37,056. Los hombres tenían unos ingresos medios de $28,493 frente a los $24,423 para las mujeres. La renta per cápita para la localidad era de $14,610.. Alrededor del 19.7% de la población estaba por debajo del umbral de pobreza.